# ماورو (لاعب كرة قدم مواليد 1977)
ماورو (بالبرتغالية: Mauro José Mestriner‏) هو لاعب كرة قدم برازيلي في مركز حراسة المرمى، ولد في 30 أكتوبر 1977 في Mogi Mirim ‏ في البرازيل. لعب مع نادي سانتوس ونادي ساو كايتانو.

## وصلات خارجية
- ماورو (لاعب كرة قدم مواليد 1977) على موقع قاعدة بيانات كرة القدم.إي يو (الإنجليزية)
- ماورو (لاعب كرة قدم مواليد 1977) على موقع Soccerway.com (الإنجليزية)